# Parc des oiseaux
 (décembre 2024).
Le parc des oiseaux est un parc zoologique situé à Villars-les-Dombes dans le département de l'Ain. Le site est recensé à l'Inventaire général du patrimoine culturel et a été ouvert en 1970. Il est l'un des plus anciens parcs ornithologiques de France et regroupe une collection de plus de 3 000 oiseaux du monde entier dans une réserve de 380 hectares implantée au cœur de la Dombes. Le parc ouvert au public couvre une surface de 35 hectares à l'intérieur de la réserve et accueille en moyenne 250 000 visiteurs par an.
Le parc est membre de l'Association européenne des zoos et des aquariums (EAZA) et de l'Association française des parcs zoologiques {AFdPZ), il participe à une quinzaine de programmes européens d'élevage pour la sauvegarde et la réintroduction des espèces menacées. Il est également membre de l'Association mondiale des zoos et aquariums (WAZA).

## L'histoire du parc

Ancien logo.

La grande volière est construite en 1977 et la maison des manchots en 1979. Or la fréquentation a connu une baisse à partir des années 1990 incitant le Conseil Général de l'Ain à faire des études pour offrir au public une nouvelle dynamique.
Le 16 juin 2003, le ministère de la Culture rend effectif le recensement du parc à l'Inventaire général du patrimoine culturel qui permet de recenser et de faire connaître les éléments du patrimoine en France qui présentent un intérêt culturel, historique ou scientifique.

## Le fonctionnement du parc
Plus de six cents espèces d'oiseaux sont représentées au parc des oiseaux. Ceux-ci représentent une collection de 3 000 oiseaux issus de tous les continents.

### Financement
La majeure partie des revenus du parc provient de la billetterie, des ventes de marchandises et des prestations de services. Mais il bénéficie également de subventions annuelles de la part de la région pour assurer l'investissement et l'innovation des activités.

## Cinéma et télévision
Le parc des oiseaux a collaboré à la réalisation de plusieurs films réalisés pour le cinéma :
- Nicostratos le pélican (2011) - participation de pélicans (ayant déjà participé au Peuple migrateur) et d'une partie de l'équipe du parc pour le tournage,[6] ;